# Pseudastur
Pseudastur este un gen de păsări de pradă din familia Accipitridae. Acesta conține următoarele specii:
- Pseudastur polionotus – șoim cu manta
- Pseudastur albicollis – șoim alb
- Pseudastur occidentalis – șoim cu spate cenușiu